# نادي الجزيرة لكرة السلة
فريق نادي الجزيرة لكرة السلة هو أحد أهم فرق الدوري المصري لكرة السلة في رياضة كرة السلة حيث يلعب في الدرجة الممتازة للدوري المصري لكرة السلة
، وهو الفريق التابع لنادي الجزيرة الموجود بالقاهرة بجزيرة حي الزمالك.

## البطولات

### الدوري المصري لكرة السلة
- البطل:1993, 1994, 2001, 2004, 2005, 2006, 2008, 2011, 2014, 2017)

### بطولة الأندية العربية لكرة السلة
- البطل:2000, 2001[2]
- الوصيف:2004[2]
- الثالث:2005[2]
- النهائيات:2007[2]